# Lesná (Děčín)
Lesná (do roku 1950 Harta, německy Hortau) je vesnice a XXXV. místní část města Děčína (označovaná také jako Děčín XXXV-Lesná). Nachází se v katastrálním území Lesná u Děčína asi šest kilometrů jihovýchodně od centra Děčína. Leží v údolí v nadmořské výšce okolo 420 metrů u potoka Kamenička na západním úpatí Slavíčkova kopce uprostřed lesa. Její katastrální území měří 346,11 ha.

## Historie

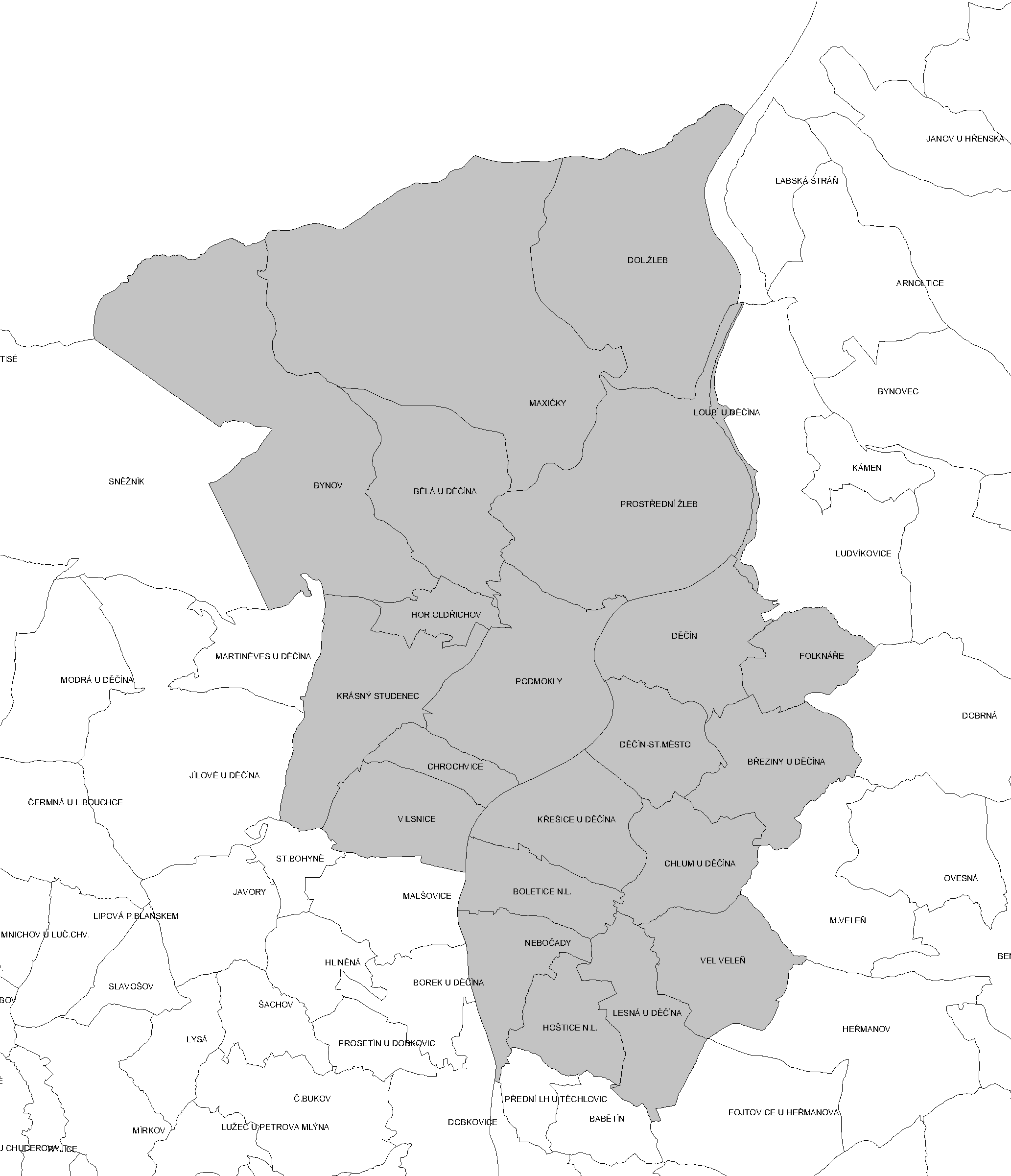
Katastrální členění Děčína

První písemná zmínka o vesnici pochází z roku 1543.

## Obyvatelstvo
Při sčítání lidu v roce 1921 ve vsi žilo 274 obyvatel (z toho 128 mužů), z nichž byl jeden Čechoslovák a 273 Němců. Všichni byli římskými katolíky. Podle sčítání lidu z roku 1930 měla vesnice 290 obyvatel německé národnosti, kteří se s výjimkou tří lidí bez vyznání hlásili k římskokatolické církvi.
| | 1869 | 1880 | 1890 | 1900 | 1910 | 1921 | 1930 | 1950 | 1961 | 1970 | 1980 | 1991 | 2001 | 2011 |
| --- | ---- | ---- | ---- | ---- | ---- | ---- | ---- | ---- | ---- | ---- | ---- | ---- | ---- | ---- |
| Obyvatelé | 427  | 399  | 378  | 368  | 393  | 366  | 388  | 220  | 232  | 199  | 174  | 162  | 164  | 156  |
| Domy | 80   | 80   | 75   | 77   | 76   | 74   | 80   | 70   | 67   | 50   | 47   | 53   | 45   | 55   |
| Tabulka zahrnuje údaje části Lesní Mlýn. Počet domů z roku 1961 zahrnuje domy místní části Hoštice nad Labem. |      |      |      |      |      |      |      |      |      |      |      |      |      |      |

## Pamětihodnosti
- Venkovská usedlost čp. 15
- Venkovská usedlost čp. 26